# Delmas (Południowa Afryka)
Delmas − miasto w Republice Południowej Afryki, w prowincji Mpumalanga. Założone w 1907 roku i zamieszkane przez 52 125 ludzi. Delmas ma charakter rolniczy, uprawia się tutaj kukurydzę, pszenicę i ziemniaki oraz prowadzi hodowlę kurczaków.